# Desognaphosa tyson
Desognaphosa tyson là một loài nhện trong họ Trochanteriidae. Loài này phân bố ở Queensland.